# Parafia św. Dominika w Bierzwiennie Długiej
Parafia Świętego Dominika – rzymskokatolicka parafia położona w zachodniej części gminy Kłodawa we wsi Bierzwienna Długa, należąca do dekanatu kłodawskiego w diecezji włocławskiej. Do parafii należy 2443 wiernych. Odpust parafialny odbywa się we wspomnienie Świętego Dominika - 8 sierpnia.

## Historia parafii
Neoromański kościół św. Dominika został wybudowany w 1901 roku, dzięki staraniom ks. Walentego Kalickiego. Konsekrowany został 8 września 1904 roku. W ołtarzu głównym znajduje się obraz Matki Boskiej z Dzieciątkiem w sukience srebrnej z przełomu XVII i XVIII wieku. Obraz Matki Boskiej z dzieciątkiem zasłonięty jest wizerunkiem św. Dominika. Na każdej mszy obraz Matki Boskiej jest odsłaniany. Kolejnym zabytkiem jest barokowa chrzcielnica. W 2004 roku, dzięki staraniom proboszcza i parafian wyłożono nową, granitową posadzkę w prezbiterium oraz odnowiono dzwonnicę. W 2008 roku przeprowadzono renowację organów. W sierpniu 2011 roku przeprowadzono gruntowny remont dzwonów, rozruch mechaniczny, wymianę serc, założenie gongu wybijającego godziny.
Na przykościelnym cmentarzu ustawiony jest empirowy nagrobek Brygidy z Byszewskich i jej syna Izydora Słuckiego, pochodzący z pierwszej połowy XIX wieku. 1 maja 1998 roku w zakrystii umarł proboszcz ksiądz kanonik Edward Nowicki, który został pochowany na cmentarzu parafialnym, przy głównej alei. 
Parafia Bierzwienna Długa wielokrotnie zmieniała swoją przynależność administracyjną. Podlegała kolejno: archidiecezji gnieźnieńskiej, archidiecezji warszawskiej i archidiecezji łódzkiej. Aktualnie administracyjnie należy do diecezji włocławskiej. Od 2020 roku funkcję proboszcza sprawuje ksiądz Piotr Rogoziński. Funkcję kościoła parafialnego pełni Kościół św. Dominika w Bierzwiennej Długiej, do dyspozycji parafian jest też Kaplica Miłosierdzia Bożego w Kęcerzynie.

## Galeria

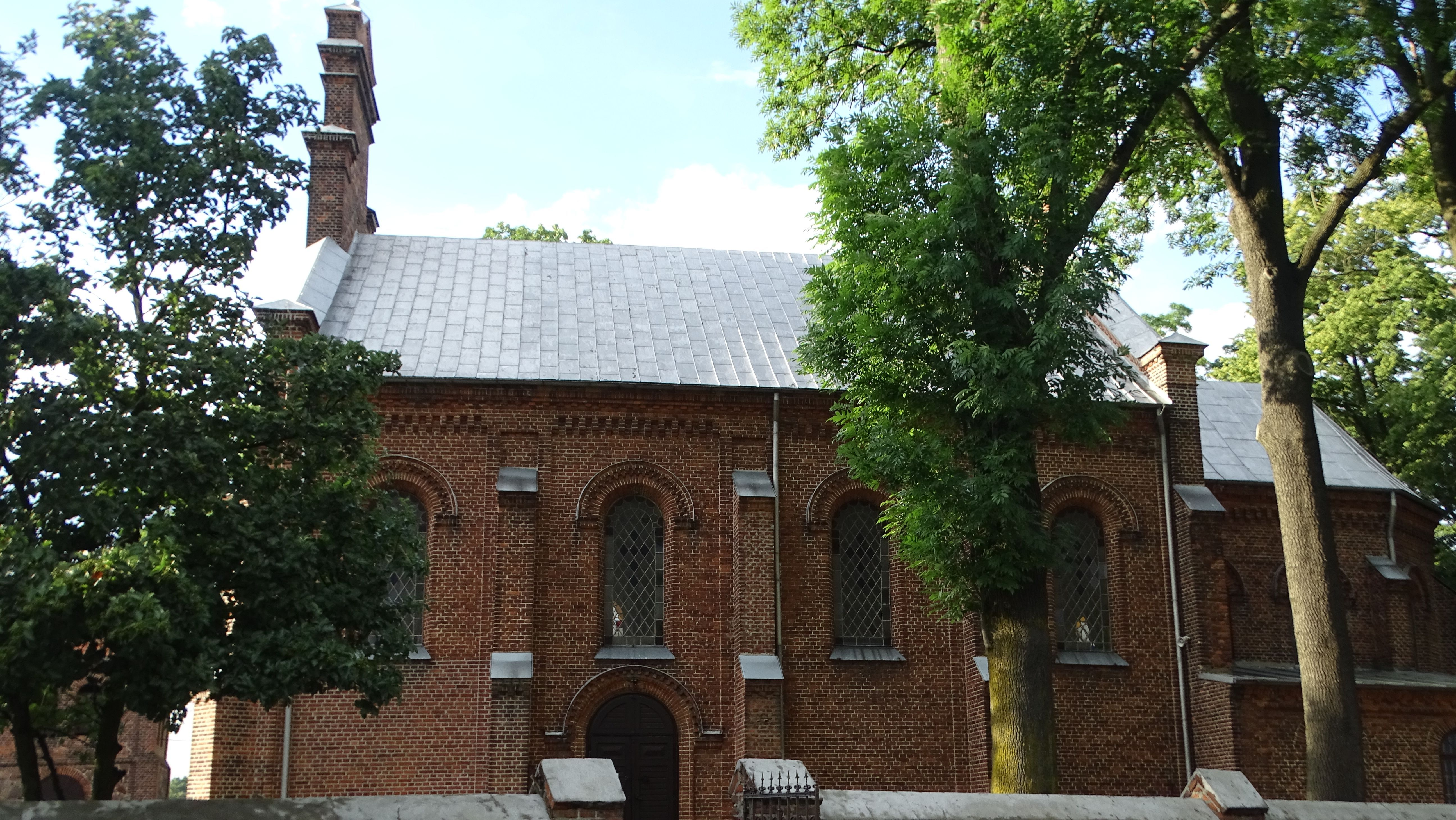
Kościół parafialny
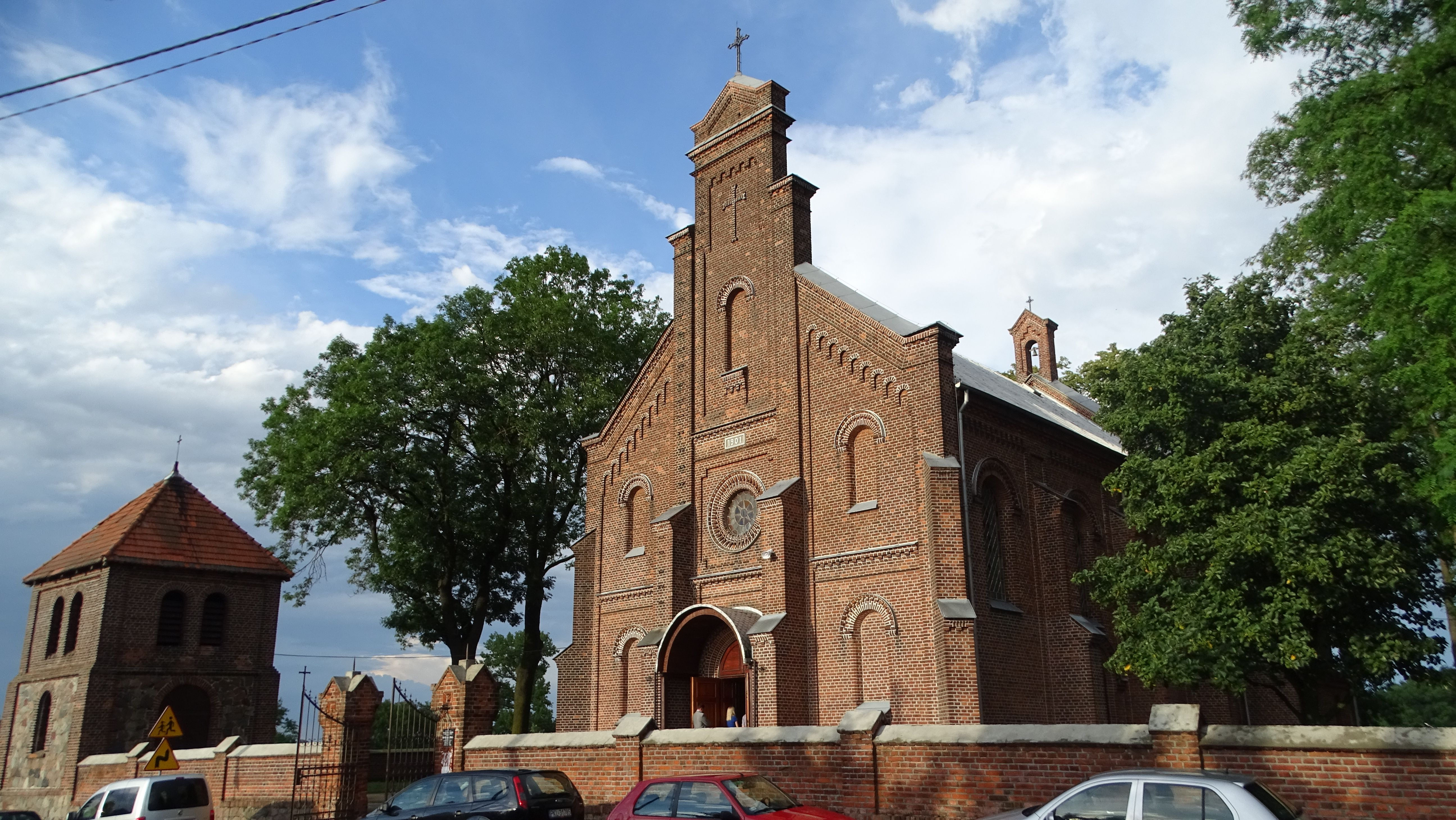
Kościół parafialny
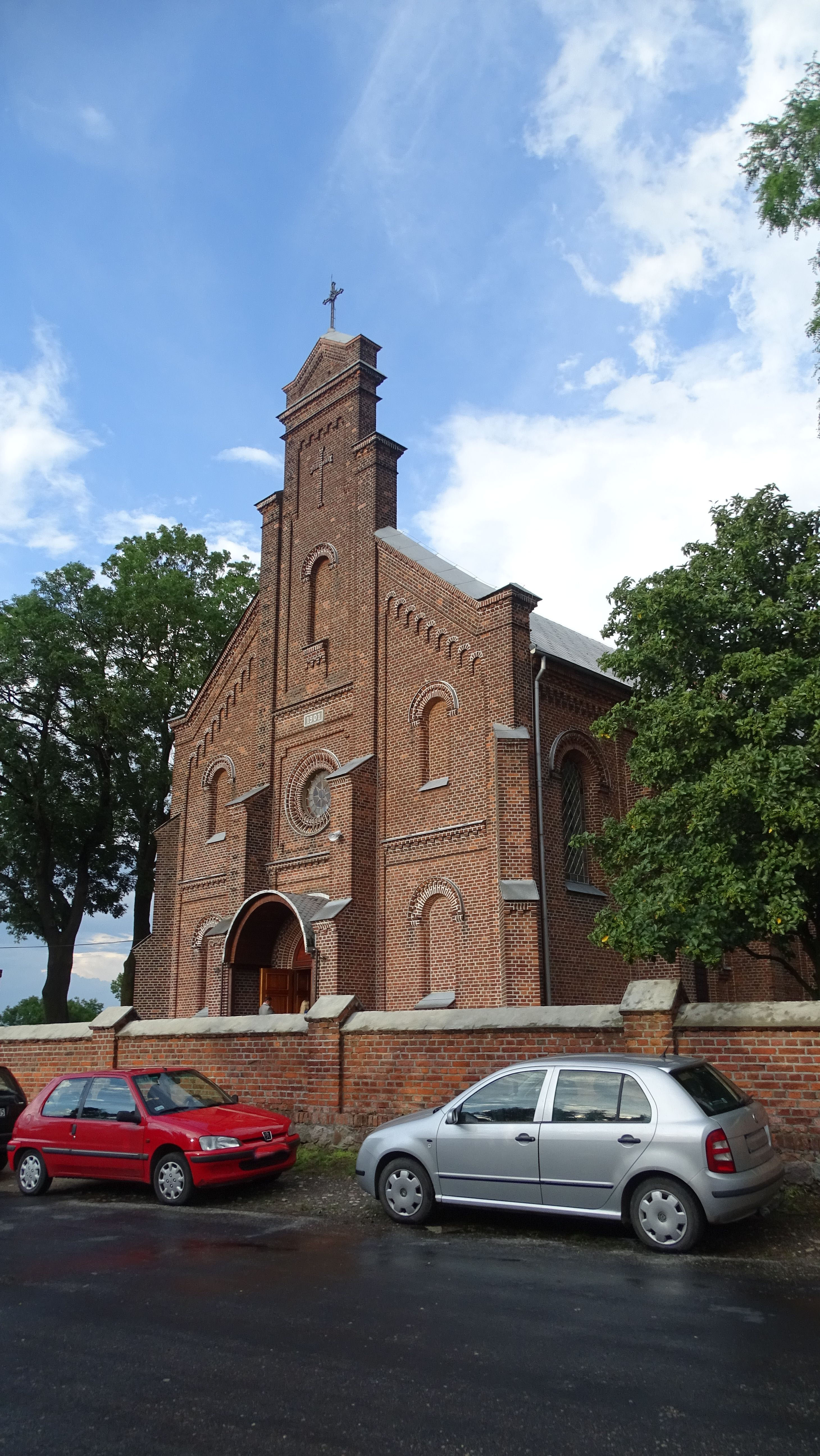
Kościół parafialny
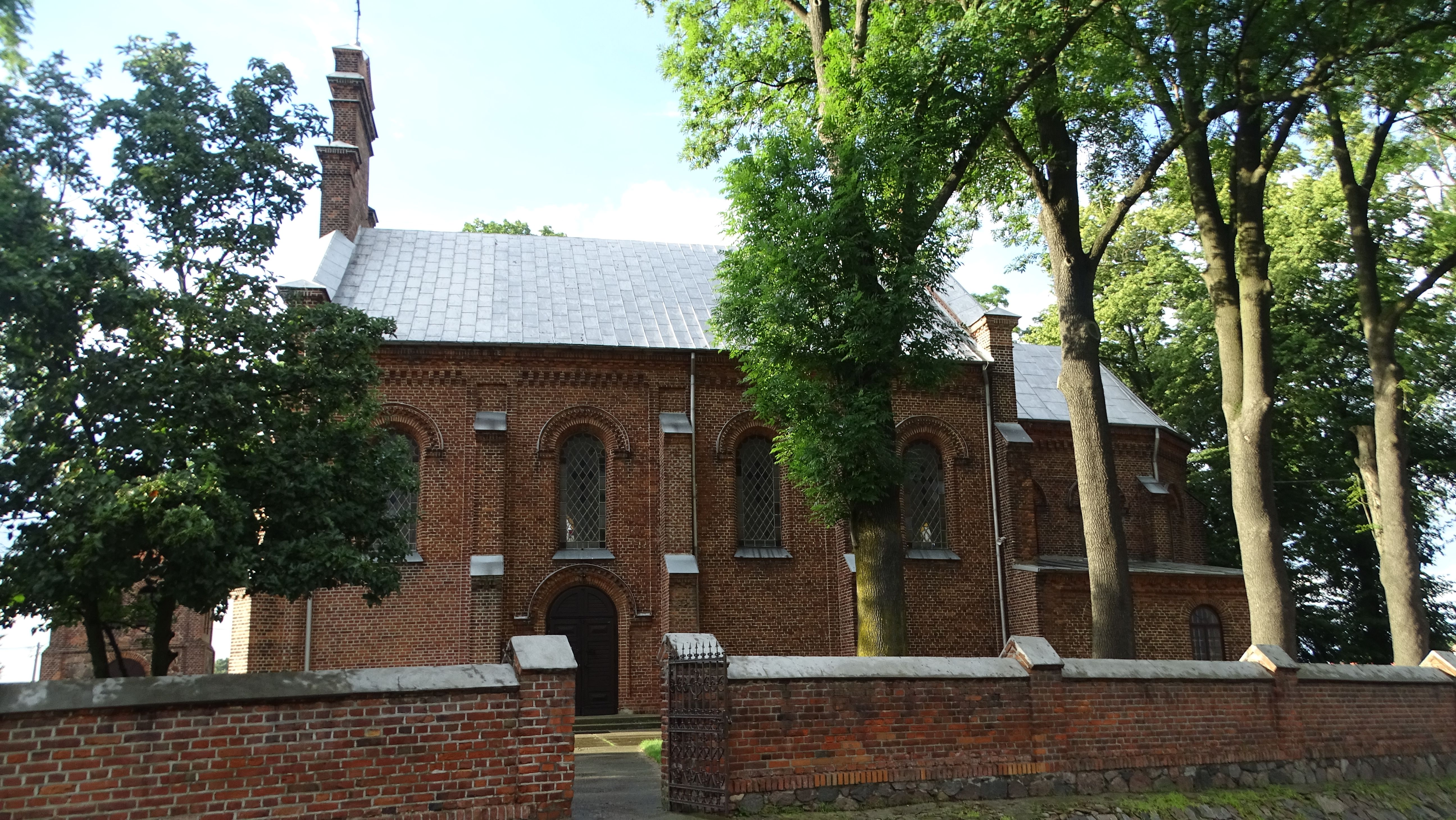
Kościół parafialny
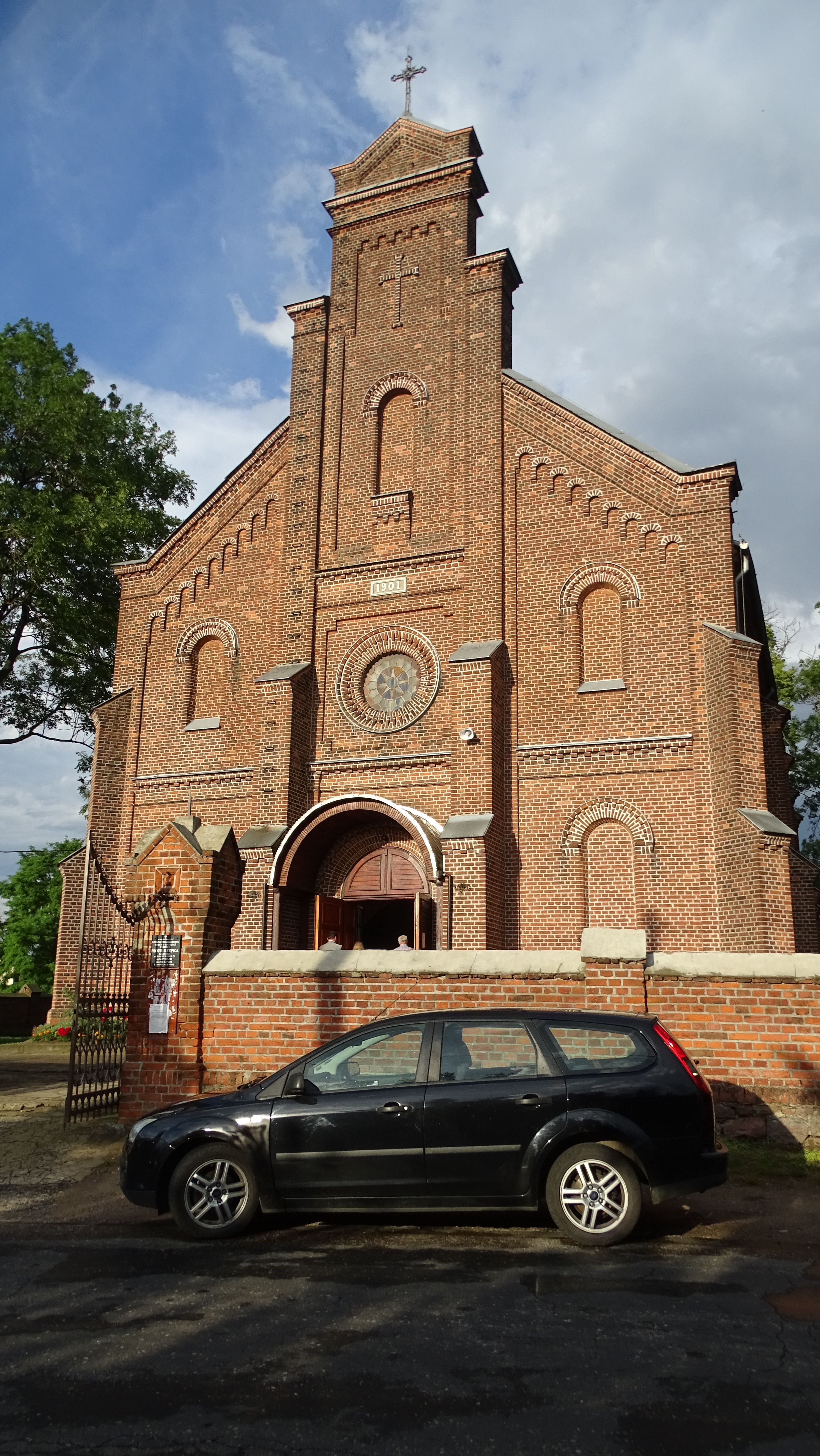
Kościół parafialny
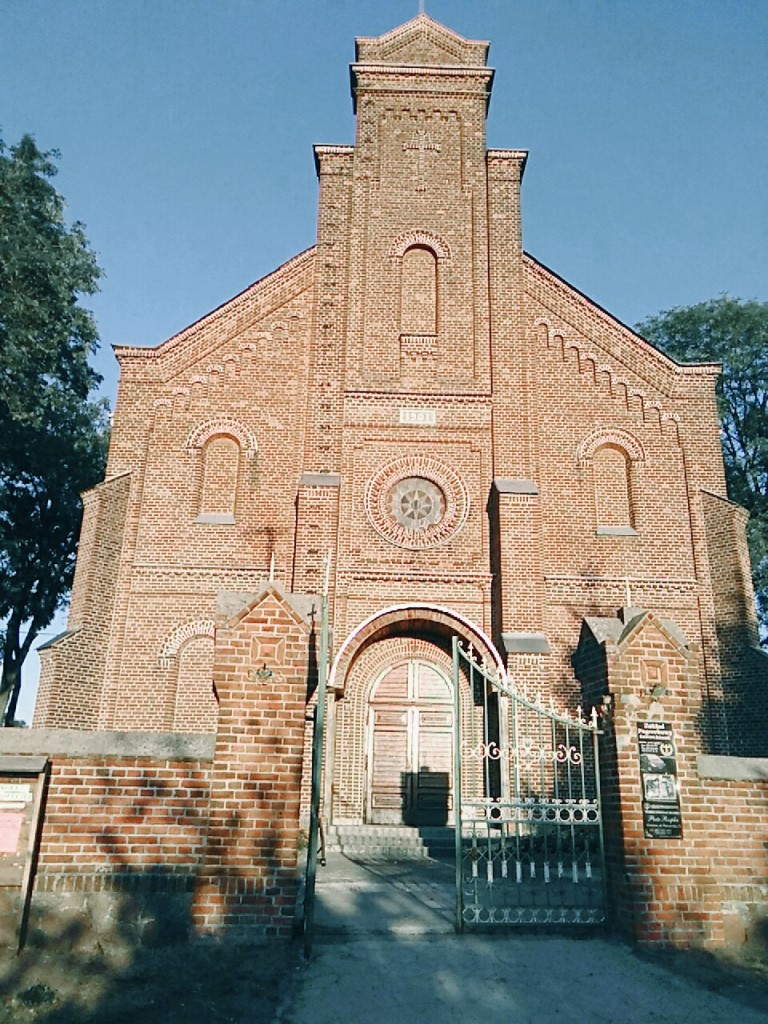
Kościół parafialny
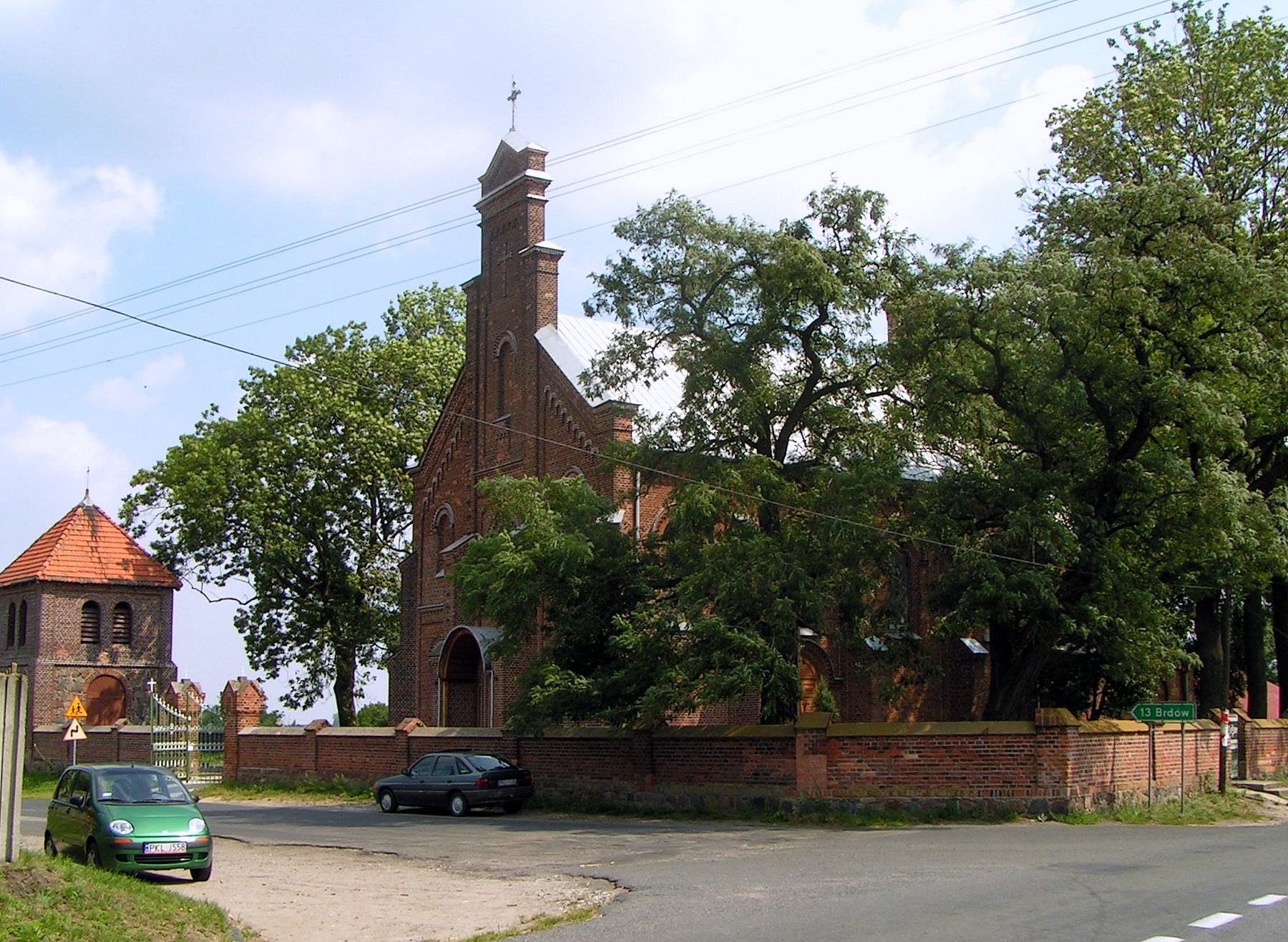
Kościół parafialny
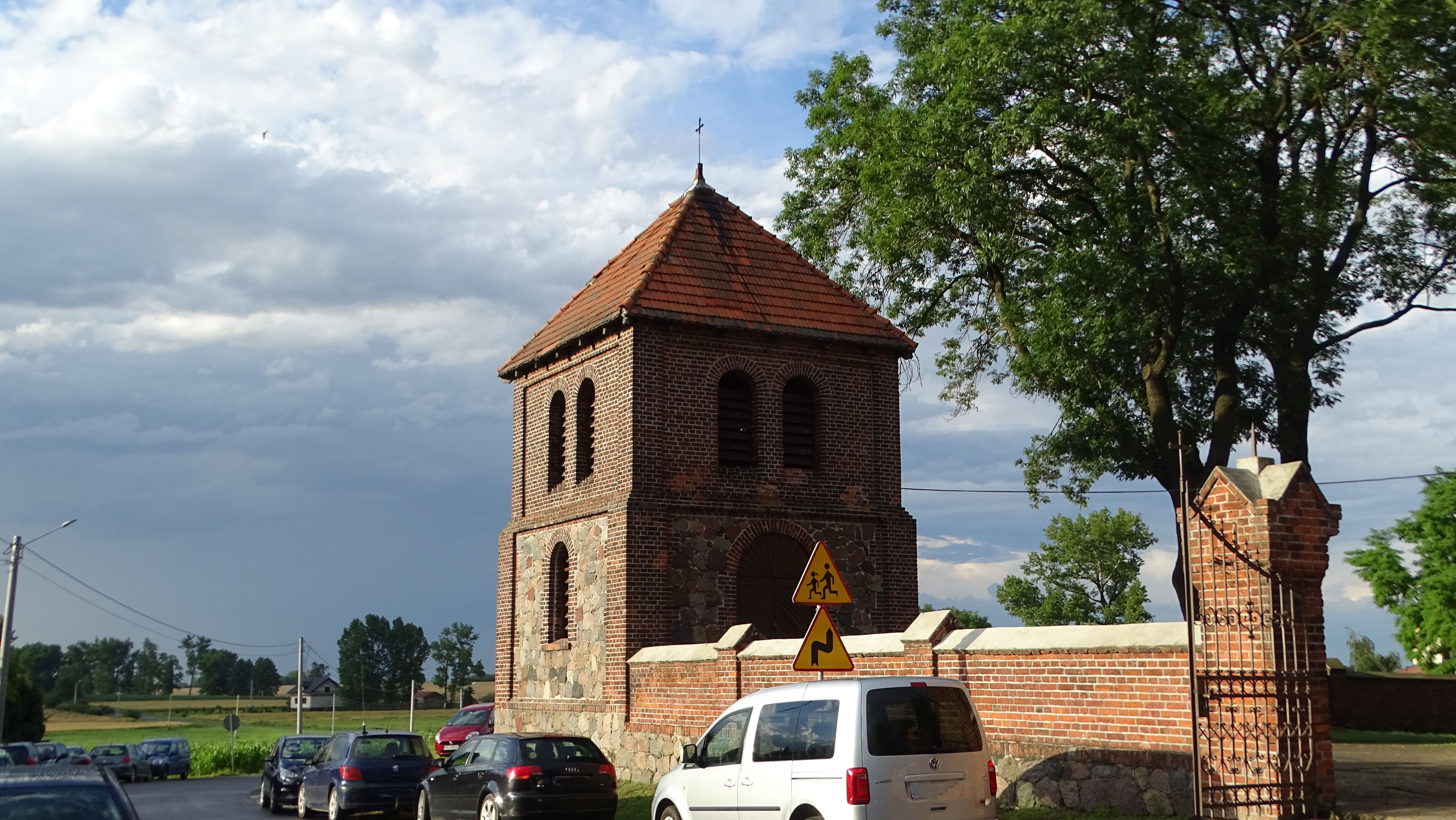
Dzwonnica
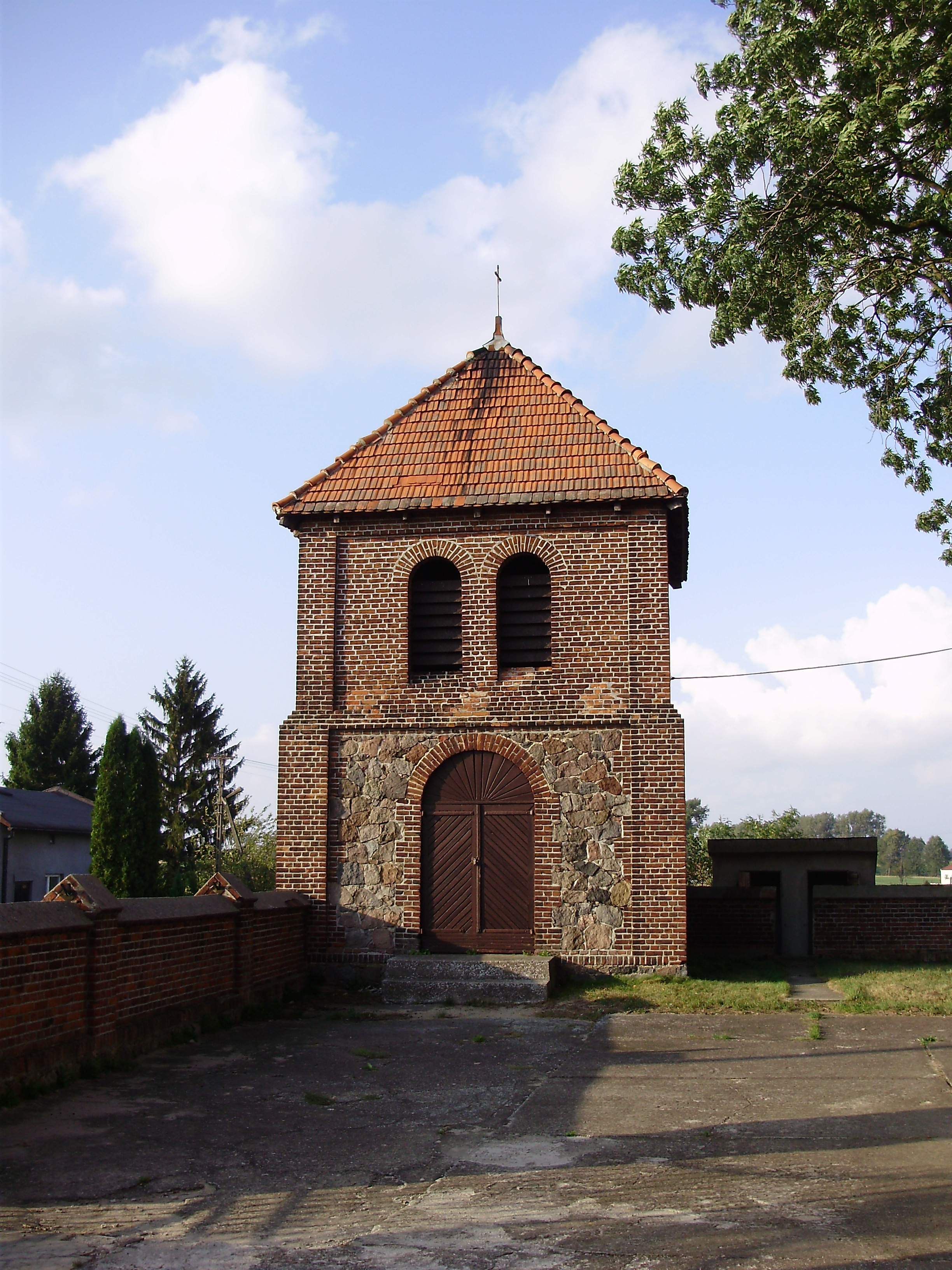
Dzwonnica
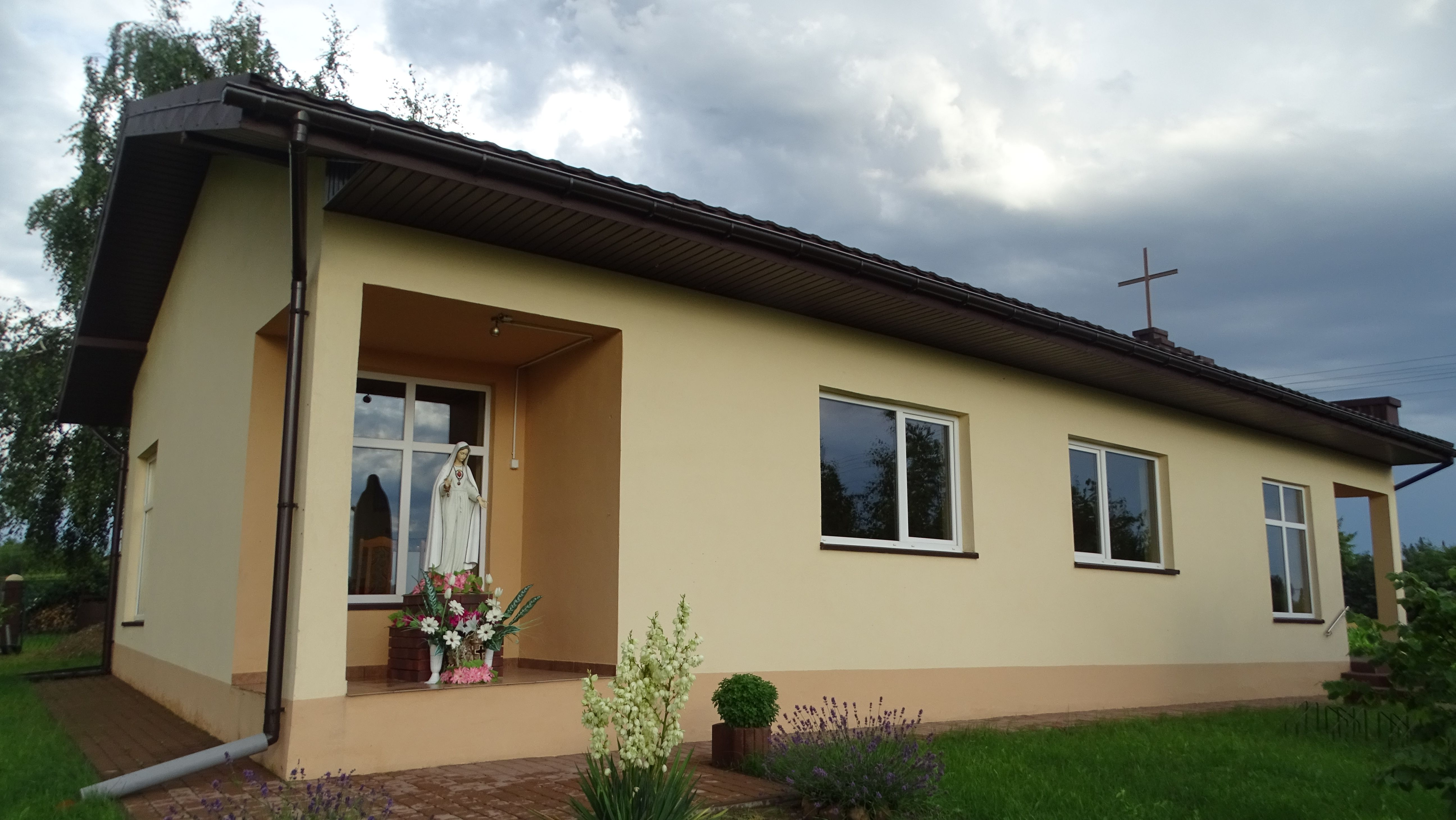
Kęcerzyn - kaplica filialna pw. Miłosierdzia Bożego
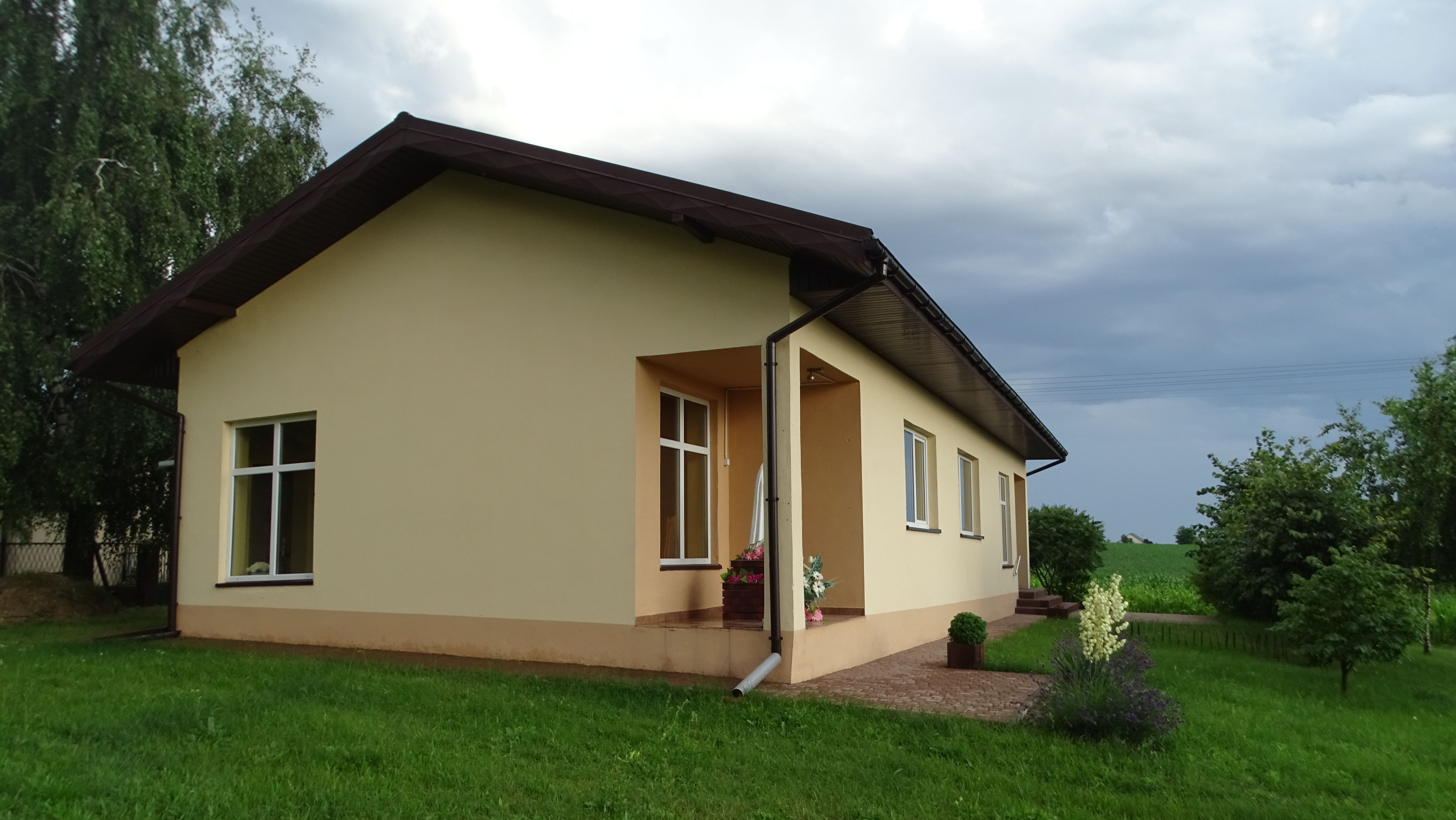
Kęcerzyn - kaplica filialna pw. Miłosierdzia Bożego
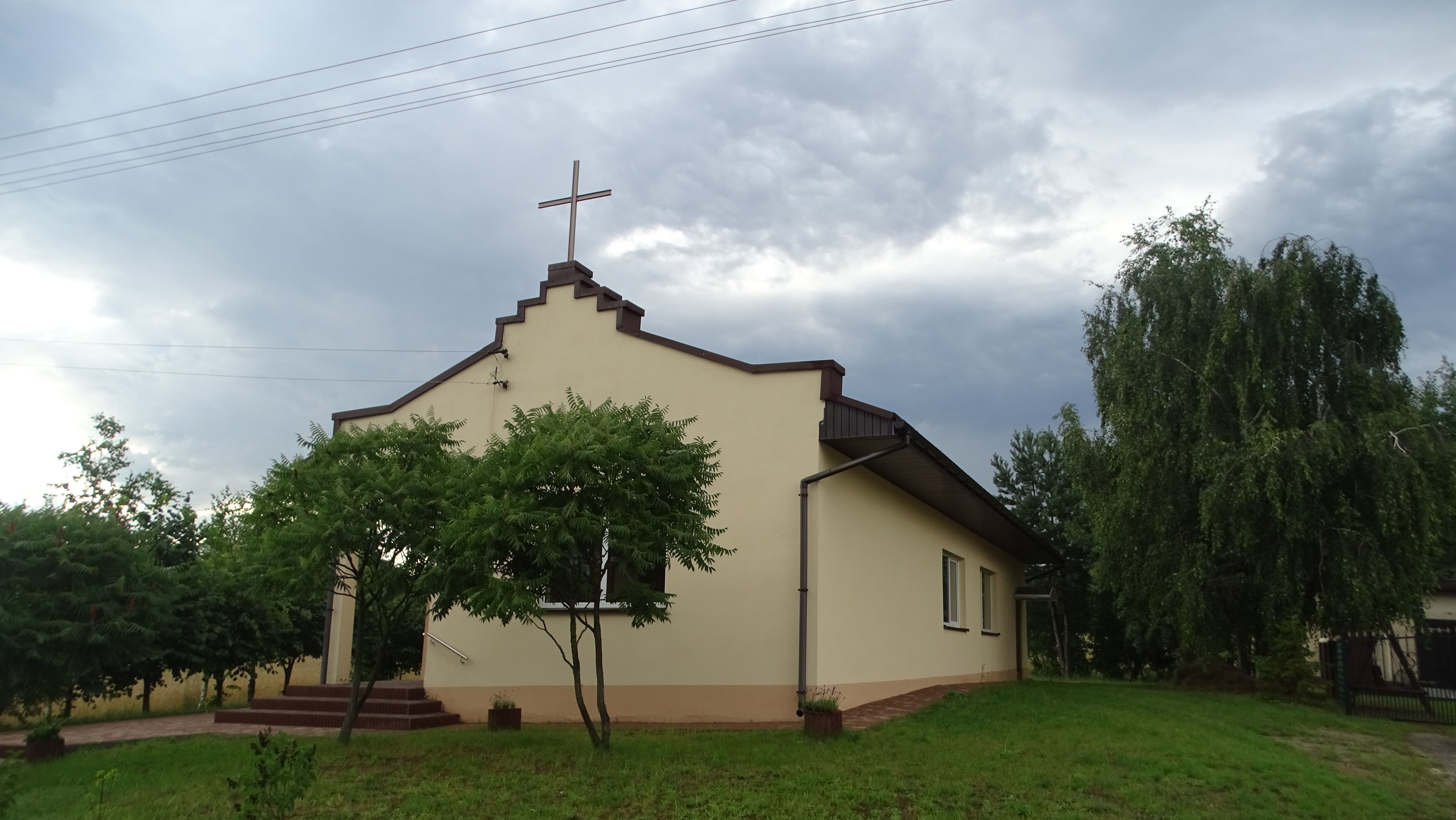
Kęcerzyn - kaplica filialna pw. Miłosierdzia Bożego
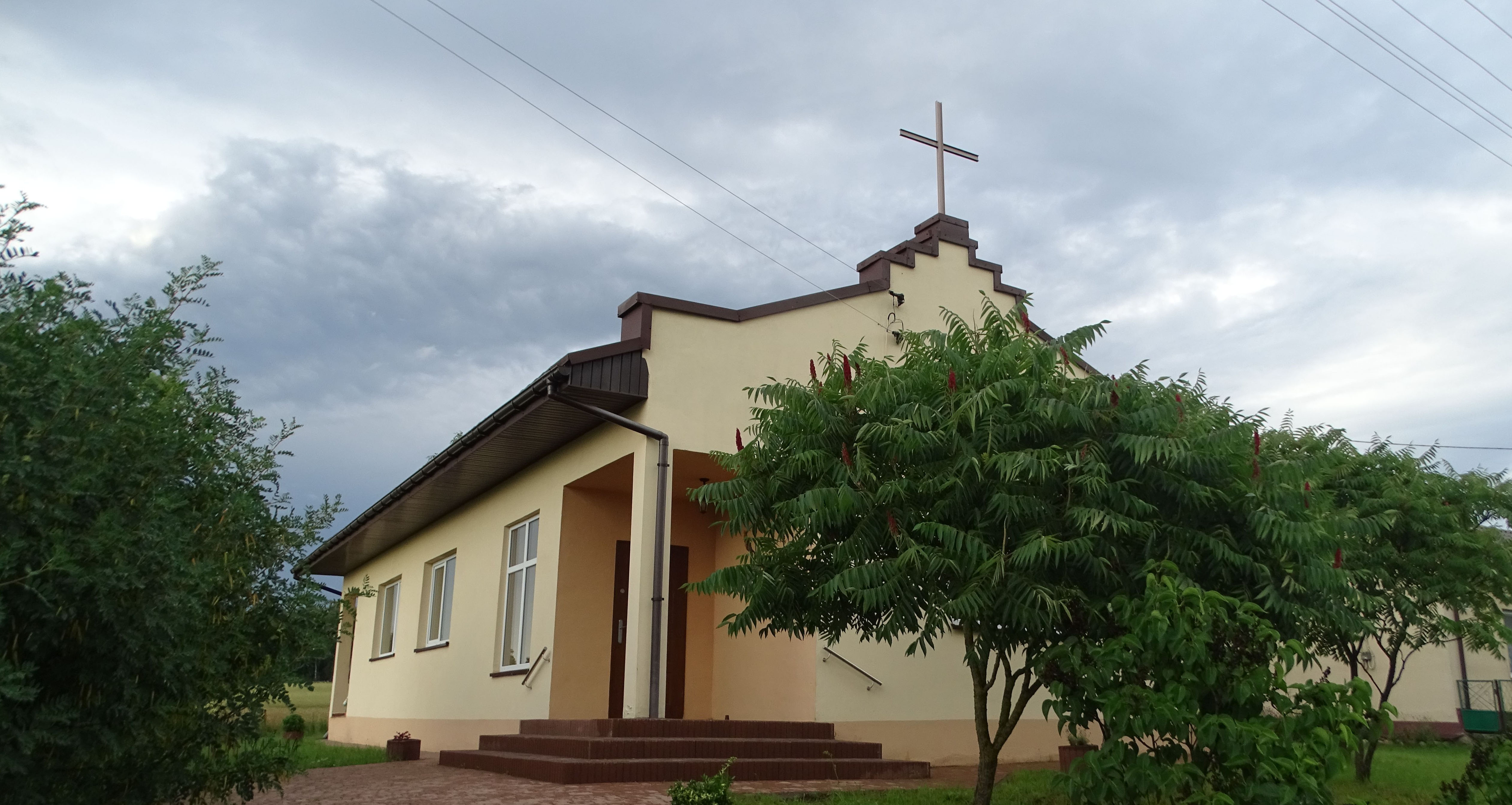
Kęcerzyn - kaplica filialna pw. Miłosierdzia Bożego
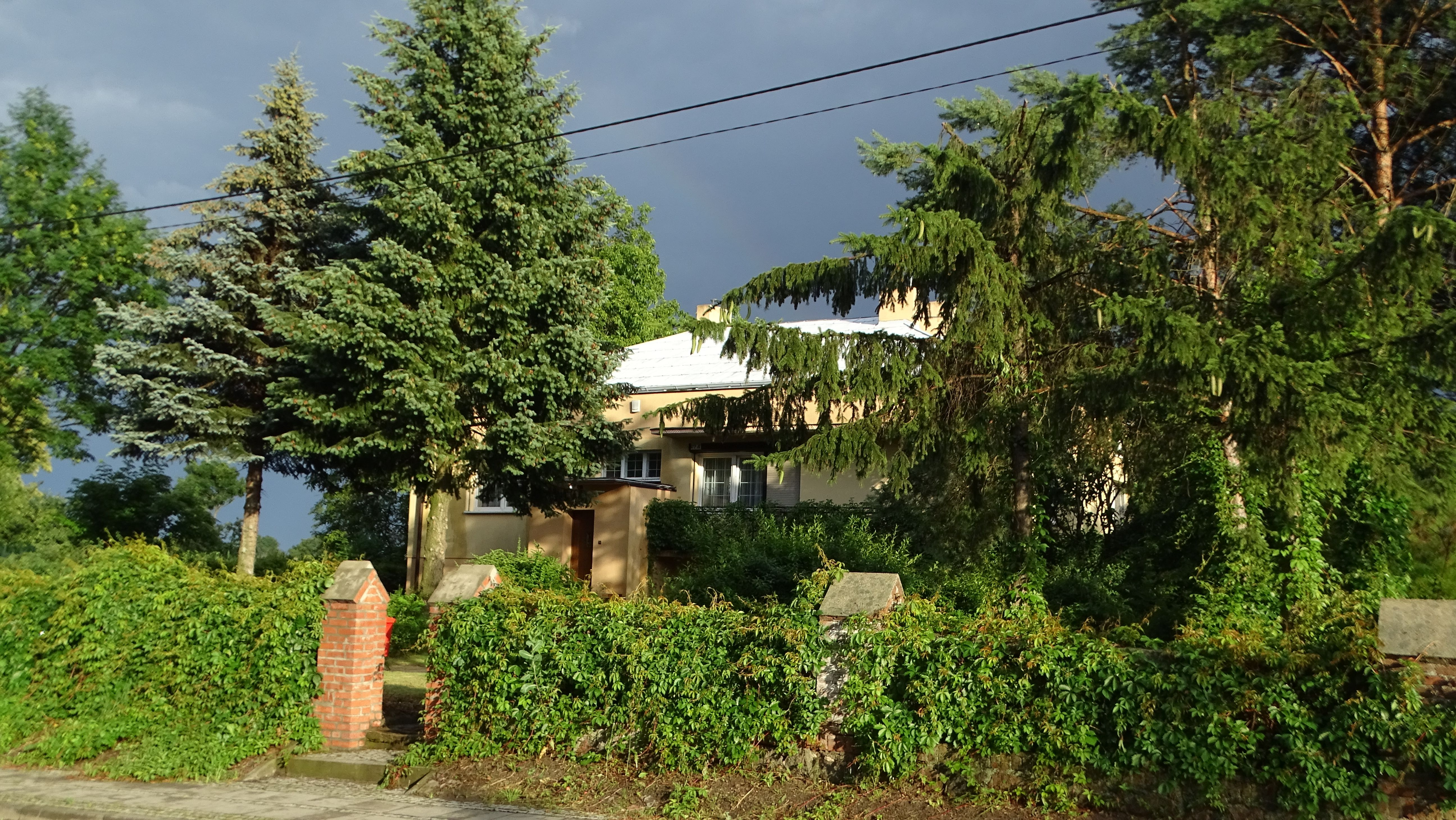
Plebania
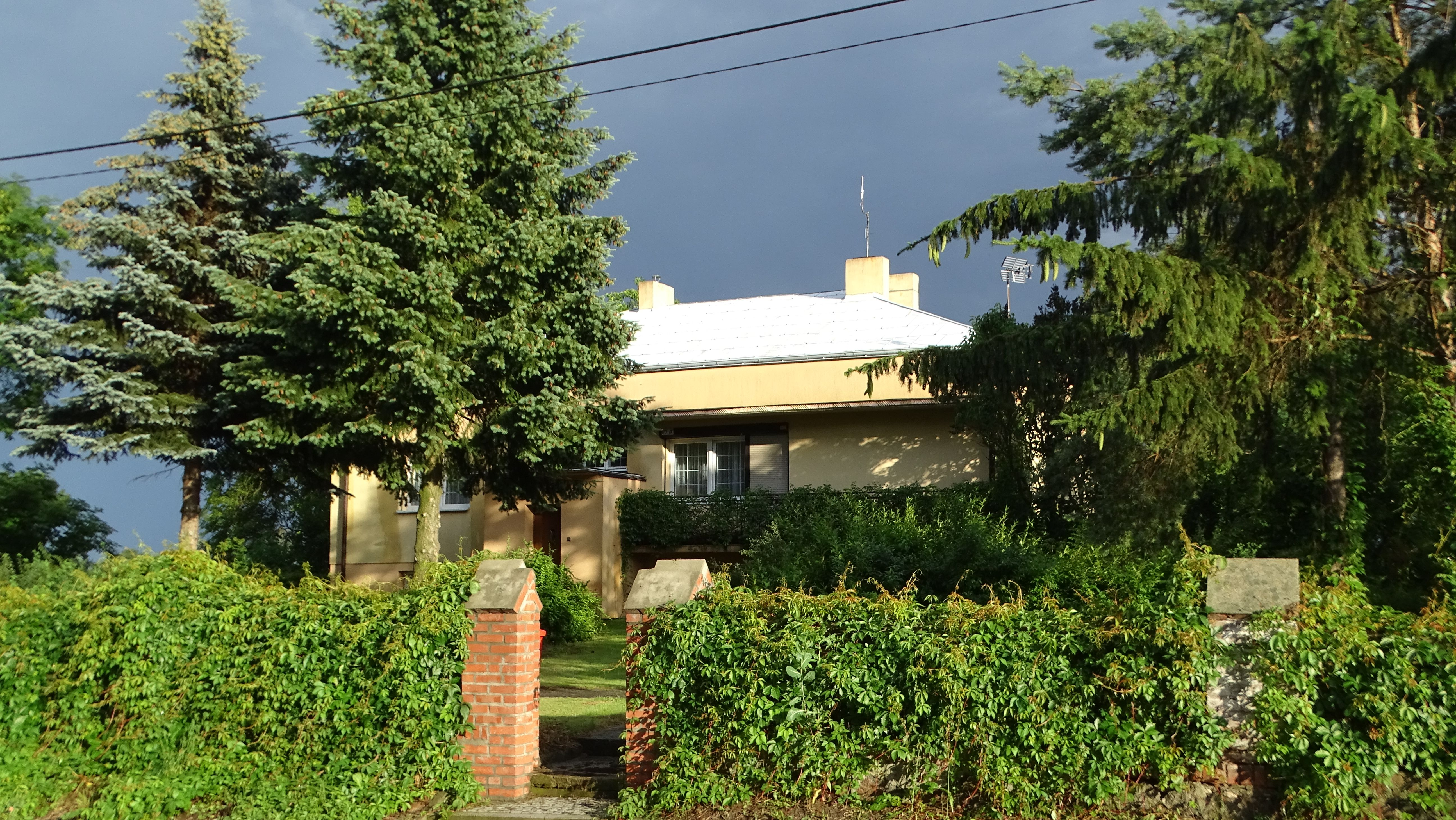
Plebania
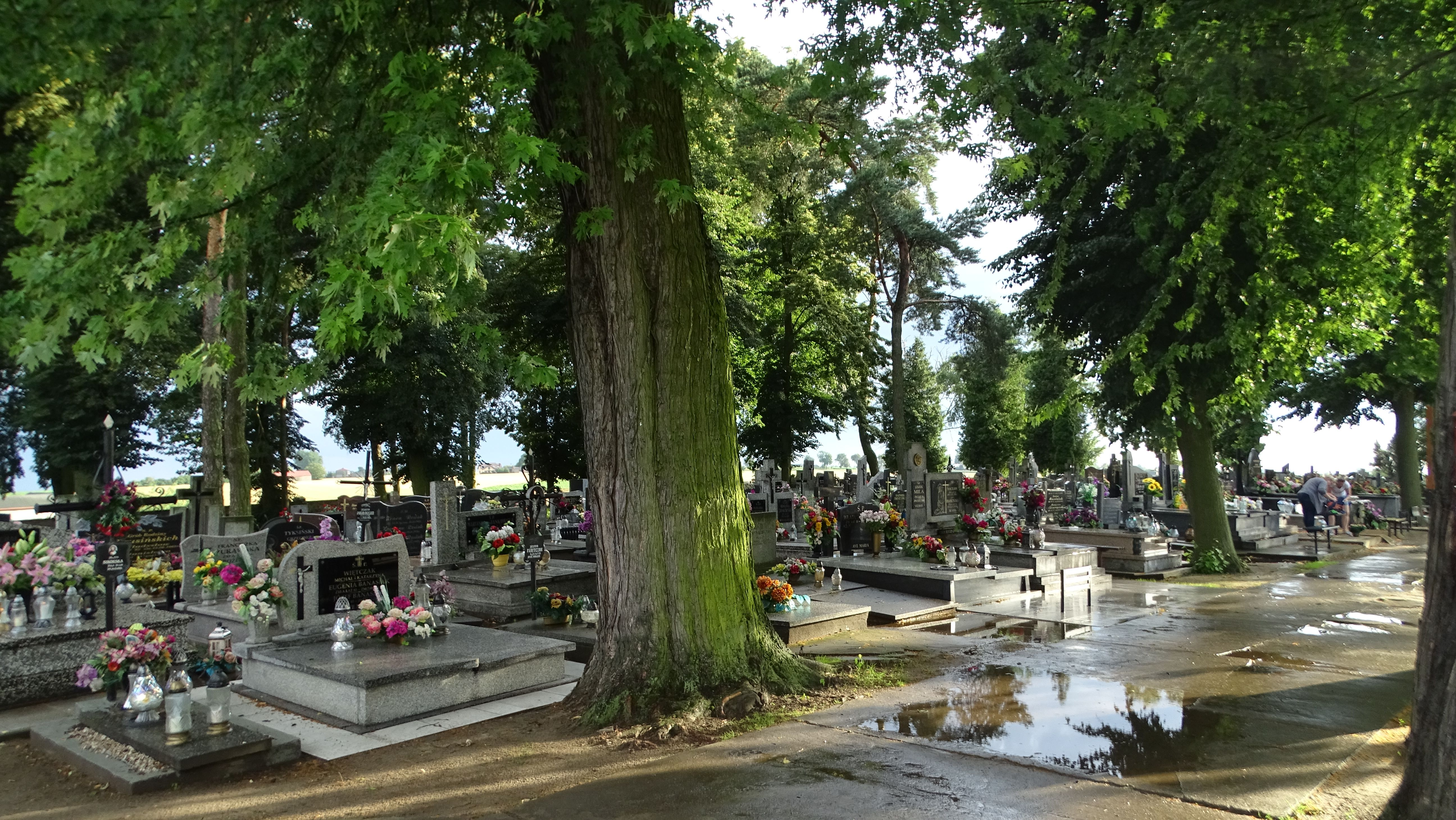
Cmentarz
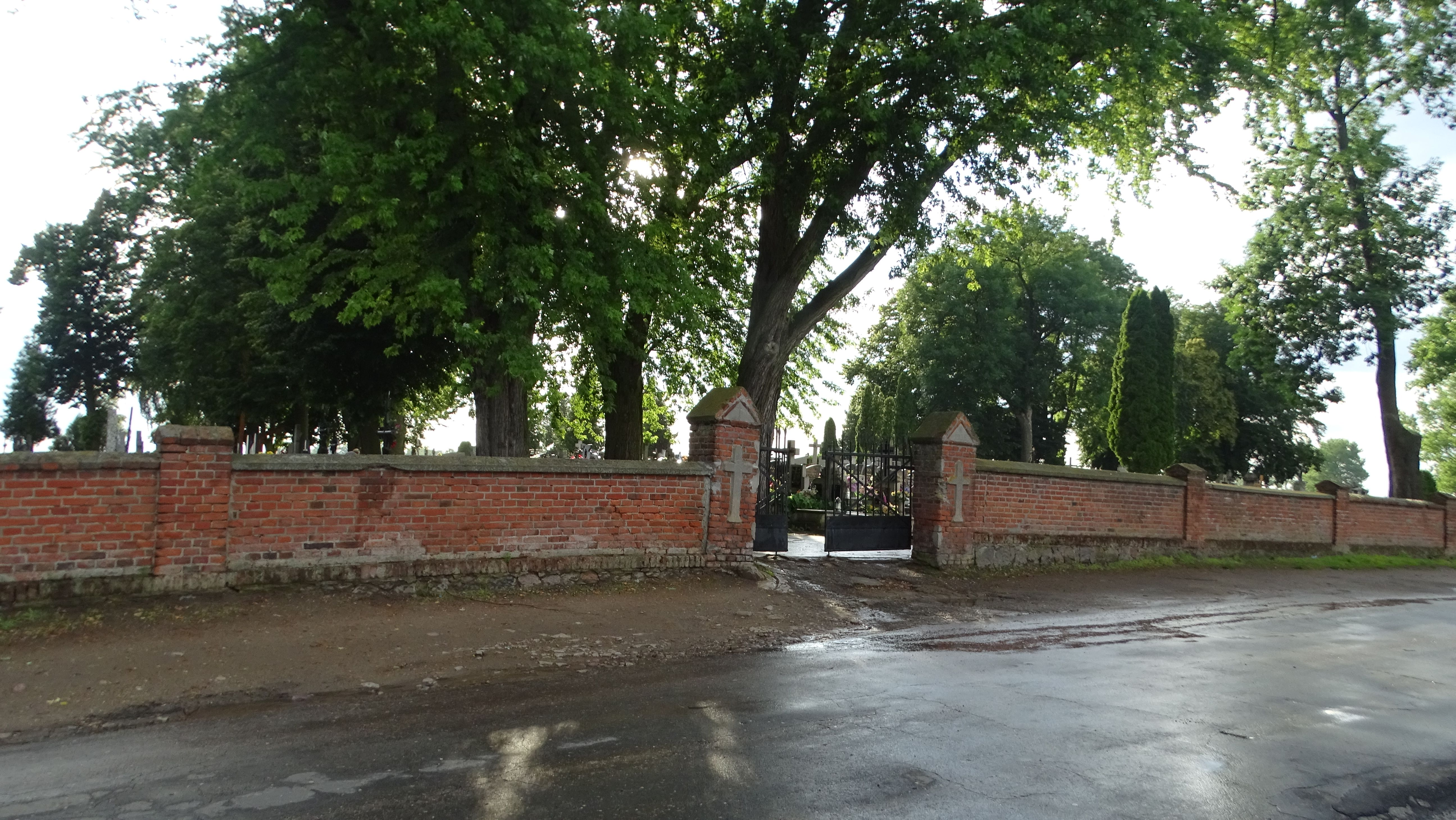
Cmentarz